# 술라이만 알파힘
술라이만 압둘 카림 모하마드 알파힘(Sulaiman Abdul Kareem Mohammad Al-Fahim, 1977년 4월 18일 ~ )은 아랍에미리트의 기업인으로, 부동산 개발 회사인 하이드라 프로퍼터즈의 최고경영자로 주식 10%와 잉글랜드 프리미어리그의 집행위원장, 맨체스터 시티 FC와 포츠머스 FC의 옛 구단주이며, 2009년 3월 《아라비안 비즈니스》의 세계의 가장 영향력있는 아랍인에 4위로 선정되었다.

## 일생과 경력
1977년 아랍에미리트 두바이 출생으로 그의 아버지는 불과 18세에 술라이만 알파힘 그룹을 세워 많은 자금을 모았으나, 1998년 교통사고로 사망했다.
술라이만은 미국 워싱턴 대학을 졸업하였고, 2005년 아랍에미리트 두바이 기반의 부동산 개발 회사인 하이드라 프로퍼터즈를 세우고 최고경영자가 되었다. 2008년부터는 방송 사업에도 진출해 방송사 알 파힘을 설립하고 텔레비전 방송을 시작하였다.
스포츠계에서도 막강한 영향력을 펼치고 있어 2008년 9월 만수르 빈 자이드 알나하얀 소유의 아부다비 유나이티드 그룹에 맨체스터 시티 FC의 인수를 제안했고 인수 완료 후 잉글랜드 프리미어리그의 맨체스터 시티 FC의 구단주가 되었다. 2009년 5월 27일 포츠머스 FC의 구단주도 되었으나, 2010년 홍콩의 기업가 발람 체인라이에게 주식 90%를 매각했다.
자선 사업도 펼쳐 2008년 12월 국제 연합의 밀레니엄 개발 사업을 지원하는 홍보 대사가 되었고 케냐의 영양실조 퇴치 사업을 후원했다.

## 같이 보기
- 맨체스터 시티 FC
- 포츠머스 FC